# Chantal Achterberg
Chantal Achterberg, född den 16 april 1985 i Vlaardingen i Nederländerna, är en nederländsk roddare.

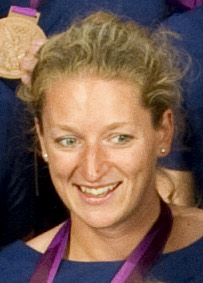

Hon tog OS-brons i åtta med styrman i samband med de olympiska roddtävlingarna 2012 i London.
Vid de olympiska roddtävlingarna 2016 i Rio de Janeiro tog hon ett silver i scullerfyra tillsammans med Nicole Beukers, Inge Janssen och Carline Bouw.